# 稲井
株式会社稲井は、日本の総合食糧商社である。本社事業所を宮城県多賀城市に置き、同県塩釜市内にフィッシュミール工場を有している。すり身等の水産品，農産物，砂糖や澱粉等の食品素材等を取り扱い、フィッシュミール(魚粉)の製造と販売も展開している。
また、ゼラチンおよびコラーゲンの製造販売において、国内外に5か所の工場を有するゼライス株式会社，塩釜ガス株式会社および宮城ケーブルテレビ株式会社等から構成される稲井グループの中核企業であり、東北における有力企業グループの一つである。

## 沿革と逸話

### 江戸時代
現在の宮城県石巻において、味噌，醤油の醸造販売および塩田開発等を行う。

### 江戸時代の必需品供給網
地元で有名な「貞山堀」は、藩主伊達政宗の手掛けた事業の一つである。江戸時代から東北本線開通まで主要な物資の輸送手段であった。この貞山掘の改修工事を、稲井家の祖先が手掛けた。

### 1905(明治38)年
稲井善八が稲井善八商店を創業する。

### 「クジラ公害」と解決策の提示
株式会社稲井の前身の稲井善八商店の発祥は、宮城県の牡鹿半島の南端，鮎川である。1905(明治38)年当時、鮎川は鯨による恩恵を受け、活気に満ちていた。稲井善八商店も鯨肉，鯨油の販売の他、香料やテニスのガット等を製造し全国に販売していた。しかし、鯨からとれる油分は蝋燭や石鹸の原料となったが、その「搾りカス」を原因とする、所謂「クジラ公害」が大きな社会問題となっており、捕鯨会社と地域における関係に亀裂が生じ始めた。そこで、初代社長は、原因の「搾りカス」を廃棄せずに、農業用肥料の原料とすることを試みた。これが功を奏し、捕鯨会社と地域の関係の改善につなげることができた。

### 1906(明治39)年
鯨の残滓を利用した農業用肥料を開発する。また鯨資源の完全利用を目指し、鯨肉缶詰を製造開始する。

### 東北地方における鯨缶詰と「クジラ公害」対策の応用
鯨をはじめとする天然資源の完全利用を目指し、東北地方における鯨肉を食文化に確立するため、缶詰の製造に着手した。缶詰が売れた後、鯨肉の販売に注力した。

### 1930(昭和  5)年
塩釜ガス株式会社の設立に参加する。

### 1935(昭和10)年
千島列島に出先工場を建設する。

### 第二次世界大戦の中で
昭和10年頃になると、日本国内で捕鯨事業が盛んになり、事業者が競って日本列島を北上した。この動きに稲井善八商店も追随したのだった。千島に鯨の赤肉加工，肥料，鯨肉およびゼラチン原料の生産拠点である工場を設営するが、太平洋戦争の終決とともに外地資産は全て没収された。
米国より缶詰製造設備を導入し、手工業缶詰製造から機械製缶詰製造へ切り替える。

### 稲井ブランドの確立
缶詰製造の機械化に伴い、宮城県塩釜市内に新鋭工場の建設に取り掛かった。その頃、捕鯨基地と隣り合わせに工場を設置するというのが一般的であったが、同基地と分離した工場を建設し、鯨肉だけを工場へ運び込み加工するという当時としては画期的な戦略であった。こうした設備の近代化により単価を格安に設定でき、他社に追随させることなく、稲井善八商店の名を確立させた。

### 1940(昭和15)～1944(昭和19)年
- 仙台市の南小泉に宮城化学研究所を設立する。
- 東北大学(現在)井上博士と共同研究の末、鯨由来のゼラチン製造に成功する。
- 世界初の鯨原料のゼラチン製造工場，宮城化学工業所を建設する。
- 宮城化学工業所を宮城化学工業株式会社(現，ゼライス株式会社)に改組する。

### 家庭で親しまれる「ゼライス」の起源
大正時代には、捨てるところがほとんどないと言われた鯨でも頭の部分の有効利用ができずに困っていた。鯨の頭部だけは、農業用肥料の原料に含まれていなかったため、依然として廃棄する他はなかった。そこで、2代目社長となる稲井善夫は、東北大学(現在)の井上博士(生化学の権威)に相談したところ、コラーゲンタンパクから生成するゼラチンが有効だと教授され、井上博士の指導のもと宮城県仙台市において宮城化学研究所を設立した。現在で言うところのベンチャー企業である。10年以上もの研究の末、宮城化学工業所を設立(昭和16年10月29日)し、世界で初めて鯨を原料とするゼラチンの製造を開始した。これは、太平洋戦争開戦の1か月前のことであった。
こうして世界初の鯨原料のゼラチン製造工場が始動した。その後、現在のゼライス株式会社となり、ゼラチンだけではなく、コラーゲン質から精製したコラーゲントリペプチド等の製造と販売を行っている。

### 1951(昭和26)年
- 稲井善八商店を株式会社稲井善八商店に改組する。
- 稲井善夫が第2代社長に就任する。

### 1961(昭和36)年
- 宮城魚糧工業株式会社を設立する。
- オートメーション設備を独国より導入し、鯨の残滓を利用した配合飼料を製造する。

### 稲井社の温故知新
水産加工処理により出てしまう加工残滓(魚類の不可食部位)が廃棄されることに起因する公害への解決策としても先代からの教訓に習い、昭和36年に宮城魚糧工業株式会社を設立した。これは、加工残滓を原料とした畜産等の配合飼料を製造する工場である。同社は、現在の株式会社 稲井 塩釜工場へと引き継がれている。

### 1967(昭和42)年
- 損害保険代理店業を開始する[要出典]。

### 1970(昭和45)～1976(昭和51)年
- 盛岡営業所を開設する。
- 秋田営業所を開設する。

### 「流通革命」と稲井社の東北展開
スーパーマーケットを象徴する「流通革命」は、昭和38年頃から始まった。
大量仕入，多売のスーパーマーケット商法が全国に波及したため日本各地の食料品卸業者は、対策の立案に奔放した時代である。そこで稲井社は、時代の流れに乗るため、岩手および秋田両県に営業所を開設した。これにより、地元東北における総合商社としての礎を築いた。

### 1980(昭和55)年
稲井善孝が第3代目社長に就任する。

### 1981(昭和56)年
株式会社菱食との共同出資により株式会社 稲井北洋を設立する。

### スーパーマーケット商法への対策
外食産業の発展が著しく、また一般家庭においては外食スタイルや冷凍食品等が浸透した時代である。
大手の食料品総合商社，三菱商事株式会社系列の株式会社菱食と共同出資を行い、株式会社稲井北洋
を設立した。これにより、稲井社は食料品総合商社としての事業展開を行った。

### 1990(平成2)年
塩釜ケーブルテレビ株式会社(現，宮城ケーブルテレビ株式会社)を設立する。

### 企業の多角化戦略～情報通信事業構想
社会資本の重要性が増す時勢において、時代のニーズを提供することを社命とし、ライフラインの整備に乗り出す。最初に、情報通信事業の構想を提起した。これは、3代目社長夫妻がアメリカ合衆国の知人の家庭を訪れたことがきっかけという。多チャンネルのケーブルテレビを目の当たりにして、日本国内の各家庭においても実現したいという想いから始まった。当時(昭和50年代)の日本は、ケーブルテレビ事業の整備が国策として推進され始めた状況であった。平成に入り、塩釜ケーブルテレビ株式会社を設立し、地元塩釜を中心に事業展開を行った。塩釜市の周辺市町村だけではなく、宮城県全域にシェアを拡大するため、社名を宮城ケーブルテレビ株式会社と改めている。ケーブルテレビ事業だけではなく、インターネットや格安スマホ等のIT・情報通信事業者として社会に貢献している。

### 2005(平成17)年
- 株式会社稲井善八商店，創立100周年を迎え、株式会社稲井へ社名変更を行う。
- 稲井謙一が第4代目社長に就任する。本社事業部を多賀城に移転する。

### 2006(平成18)年
宮城魚糧工業株式会社を吸収合併し、現在の株式会社 稲井 塩釜工場を創業する。

### 2011(平成23)年
東日本大震災で被災し、甚大な被害を受ける。

### 2015(平成27)年
塩釜市内の新フィッシュミール工場が操業を開始する。

## 稲井グループの事業

### エネルギー事業／生活関連事業

#### 塩釜ガス株式会社
塩釜市を中心に地域の生活に貢献するため、都市ガス，LPガスや電気等のライフライン事業，住宅のリフォームさらには各種保険を取り扱っている。

### 情報通信事業／放送事業

#### 宮城ケーブルテレビ株式会社
マリネットの愛称で親しまれるケーブルテレビの会社である。NTT東日本と協業した「宮城ケーブルテレビ＆フレッツ光」も展開し、インターネットおよび格安スマホの情報通信事業者でもある。

### 化学品事業

#### ゼライス株式会社
家庭用のゼラチン「ゼライス」をはじめ、食用，医薬用および工業用ゼラチンとコラーゲントリペプチドの製造販売を行う。2019年には宮城県で初めて、機能性表示食品を取得し、「摩擦音ケアにひざ年齢」を発売している。